# Lambertus Johannes Toxopeus
Lambertus Johannes Toxopeus (Toeban (residentie Rembang), 8 september 1894 - Bandung, 20 april 1951) was een Nederlands entomoloog en hoogleraar. Hij was een deskundige op het gebied van de vlinderfamilie Lycaenidae.
Hij hield zich reeds als jongeling bezig met de studie van vlinders. Hij studeerde biologie aan de universiteit van Amsterdam bij professor van der Klauw. Hij legde in 1920 het doctoraalexamen af en was tot 1930 leraar in Nederland. In die periode nam hij deel aan de Boeroe-expeditie naar de Indische Archipel in 1920-21 en dit leverde de stof voor zijn proefschrift "De soort als functie van plaats en tijd, getoetst aan de Lycaenide van het Australaziatisch gebied" (1930). Na zijn promotie keerde hij terug naar Nederlands-Indië als leraar. Hij nam deel aan de derde Archbold-expeditie naar Nieuw-Guinea in 1938-1939, waarop hij meer dan 100.000 insecten verzamelde. 
Tijdens de Tweede Wereldoorlog was hij reserve-officier, belast met de bewaking van het vliegveld Semplak bij Buitenzorg. Hij werd een tijd in een Japans concentratiekamp opgesloten.
Na de oorlog werd hij lector in zoölogie aan de universiteit van Batavia. In 1947-49 keerde hij een paar jaar naar Nederland terug met ziekteverlof. In 1949 werd hij benoemd tot hoogleraar aan de faculteit van wiskunde en natuurwetenschap  in Bandung. Naast artikelen in wetenschappelijke tijdschriften schreef hij ook talrijke populair-wetenschappelijke bijdragen voor Nederlands-Indische kranten als het Algemeen Indisch Dagblad en De Vrije Pers.
Toxopeus overleed bij een verkeersongeval op 20 april 1951 te Bandung. Hij liet zijn vrouw en zeven kinderen achter.
Diverse entomologen hebben nieuw beschreven soorten naar hem genoemd met het epitheton toxopeusi of toxopei. Ook het vlindergeslacht Toxopeia is naar hem genoemd. Joannes Jacobus Smith, hoofd van de botanische tuin in Buitenzorg, heeft enkele plantensoorten naar Toxopeus genoemd, waaronder Rhododendron toxopei, Liparis toxopei en Eria toxopei.